# Roland JV-1080
De Roland JV-1080 is een op sampling gebaseerde soundmodule met uitbreidingsmogelijkheid. Het model werd geïntroduceerd in 1994 door Roland als onderdeel van de JV-serie.

## Beschrijving
De klankmodule heeft een polyfonie van 64 stemmen en is multitimbraal via 16 kanalen. Doordat het een klankmodule is zonder klavier, moet het instrument via MIDI worden aangestuurd. Er zijn 640 presetklanken en 128 performances aanwezig, en men kan daarbij klanken aanpassen en deze opslaan in een gebruikersgeheugen.
De JV-1080 kan worden uitgebreid met optionele uitbreidingskaarten. Er kunnen tot vier SR-JV80-kaarten worden geïnstalleerd, die extra klanken bieden. Ook is er plaats voor twee datakaarten, waarop men zelfgemaakte klanken kan opslaan.
De meeste klanken in de JV-1080 zijn ontwikkeld door Eric Persing en Ace Yukawa bij Rolands ontwikkelafdeling in Californië.
De Roland JV-1080 werd een groot succes en is gebruikt op onnoemelijk veel muziekalbums. Bekende muzikanten die de JV-1080 hebben gebruikt, zijn onder meer Faithless, Hardfloor, Vangelis, 808 State, Bradley Joseph, Dario G, Depeche Mode, Hans Zimmer, Paul van Dyk, Tony Banks, Grant Kirkhope en Apollo 440.
De JV-1080 werd opgevolgd door de Roland JV-2080, eveneens een soundmodule met meer klanken, uitbreidingsmogelijkheden en een groter scherm. Een budgetmodel verscheen in 1999 onder de naam JV-1010.